# Solovetskij, Archangelsk oblast
Solovetskij (ryska: Соловецкий) är en ort i Archangelsk oblast i Ryssland. Den ligger på västkusten av Bolsjoj Solovetskij-ön. Folkmängden uppgår till cirka 900 invånare.